# Air Force Special Operations Command
Das Air Force Special Operations Command (AFSOC) ist eines von zehn Hauptkommandos der United States Air Force (USAF) mit Hauptquartier in Hurlburt Field, Florida, USA. Es ist als Komponentenkommando dem U.S. Special Operations Command unterstellt.

## Geschichte
Das Air Force Special Operations Command existiert seit dem 22. Mai 1990 als eigenständiges Hauptkommando der USAF. Zuvor waren die Spezialeinheiten den Luftstreitkräften der 23rd Air Force unter dem Military Airlift Command (MAC) zusammengefasst.

## Auftrag
Auftrag des Air Force Special Operations Command ist die Durchführung von Spezialeinsätzen, deren Operationsmethoden hauptsächlich in den Bereich der unkonventionellen Kriegsführung fallen; Dazu gehören beispielsweise Such- und Rettungsoperationen (SAR, Search and Rescue) und Such- und Rettungsoperationen unter Gefechtsbedingungen (CSAR, Combat Search and Rescue) hinter den feindlichen Linien und in Gebieten, in denen keine „offiziellen“ Militäraktionen stattfinden können oder dürfen, ebenso wie Spezial-Aufklärung, geheime Infiltration und Exfiltration, psychologische Kriegführung (z. B. durch Rundfunksendungen im Bereich des Gegners) und gezielte Luftangriffe.

## Organisation

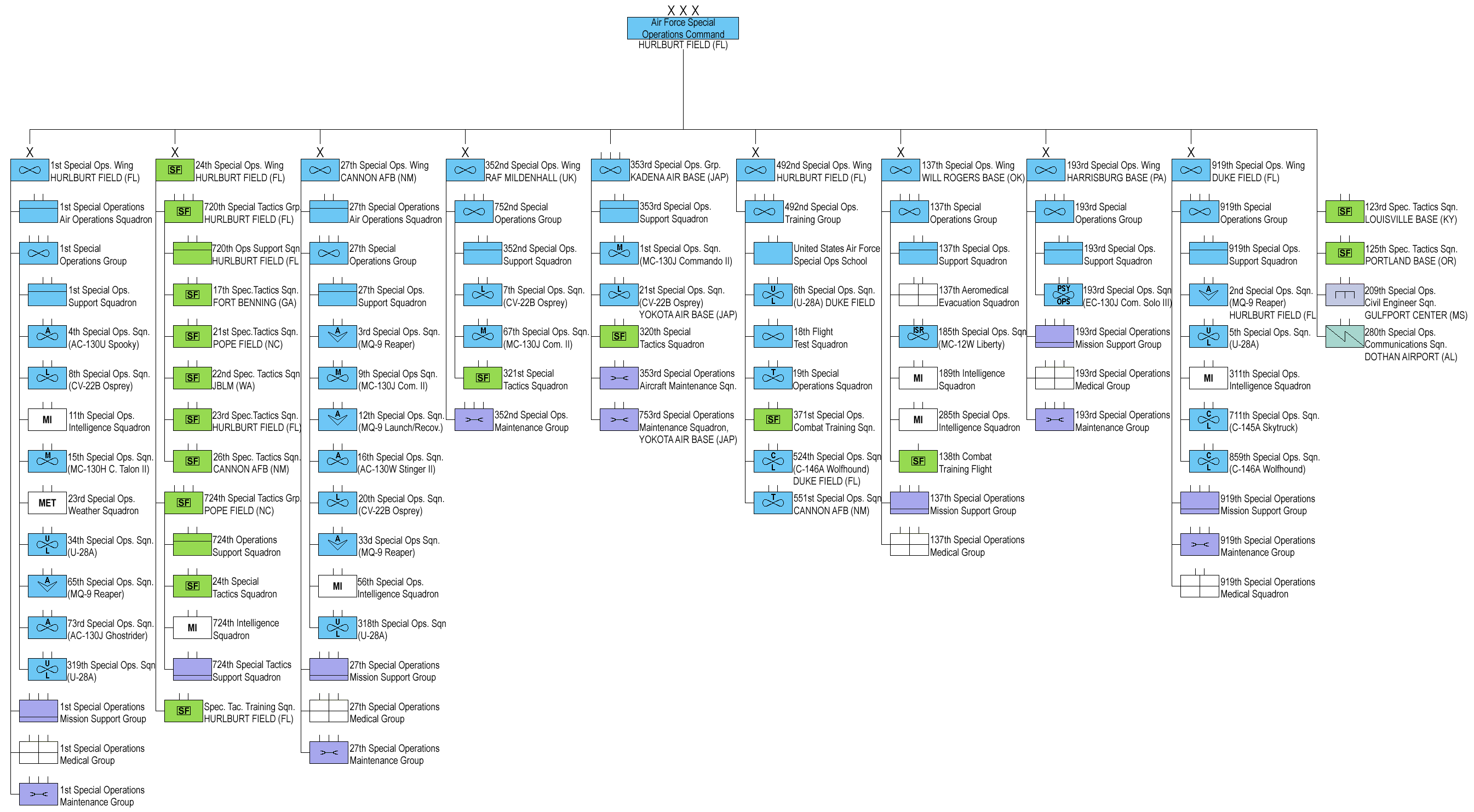
Organigramm

AFSOC unterstehen folgende aktive Verbände:
- 1st Special Operations Wing, Heimatbasis: Hurlburt Field, Florida
- 24th Special Operations Wing, Heimatbasis: Hurlburt Field, Florida
- 27th Special Operations Wing, Heimatbasis: Cannon Air Force Base, New Mexico
- 352nd Special Operations Wing, Stationiert auf der Luftwaffenbasis RAF Mildenhall, England
- 353rd Special Operations Group, Stationiert auf der Kadena Air Base, Okinawa, Japan
- 492nd Special Operations Wing, Heimatbasis: Hurlburt Field, Florida

Weiters folgende Verbände der Air National Guard:
- 137th Special Operations Wing, Heimatbasis: Will Rogers Air National Guard Base, Oklahoma
- 193rd Special Operations Wing, Heimatbasis: Harrisburg Air National Guard Station, Pennsylvania
- 123rd Special Tactics Squadron, Heimatbasis: Louisville International Airport, Kentucky
- 125th Special Tactics Squadron, Heimatbasis: Portland Air National Guard Base, Oregon
- 209th Civil Engineer Squadron, Heimatbasis: Gulfport Combat Readiness Training Center, Mississippi
- 280th Combat Communications Squadron, Heimatbasis: Dothan Regional Airport, Alabama

und folgende Verbände der Air Force Reserve:
- 919th Special Operations Wing, Duke Field, Florida

Ende September 2006 gehörten dem AFSOC rund 9.300 Soldaten des aktiven Dienstes an, dazu kommen rund 1100 Zivilisten und zusätzlich 2800 Reservisten. Damit ist es das kleinste Hauptkommando der USAF.
Am 23. März 2015 wurde die 352nd Special Operations Group zum 352nd Special Operations Wing umgewandelt sowie die 752nd Special Operations Group und die 352nd Special Operations Maintenance Group aktiviert.
24th Special Tactics Squadron (24th STS)
Eine Besonderheit bildet das 24th Special Tactics Squadron (24th STS), welches administrativ zum AFSOC gehört, aber operativ dem Joint Special Operations Command, dem Verbundkommando für Terrorismusbekämpfung, untersteht.

### Führungsleiste

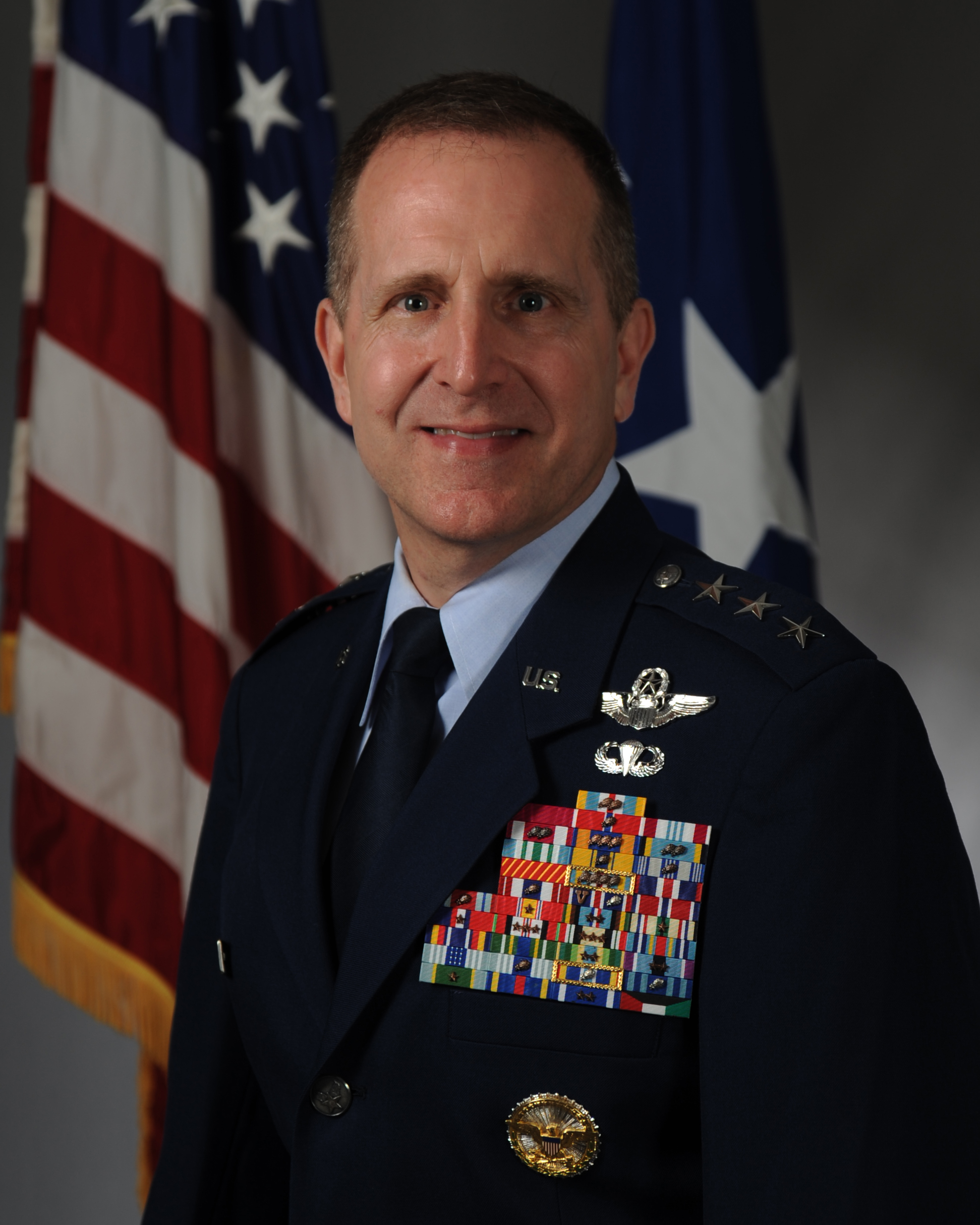
James C. Slife

- Kommandierender General des AFSOC war seit dem 27. November 2007 Lieutenant General Donal C. Wurster.[4]
- Der Vice Commander, Air Force Special Operations Command war Major General Kurt A. Cichowski Chief Master Sergeant ist derzeit Michael P. Gilbert, Command Chief Master Sergeant[5]
- Seit 2016 wird es von Lieutenant General Marshall B. Webb geleitet.[6]

## Ausrüstung

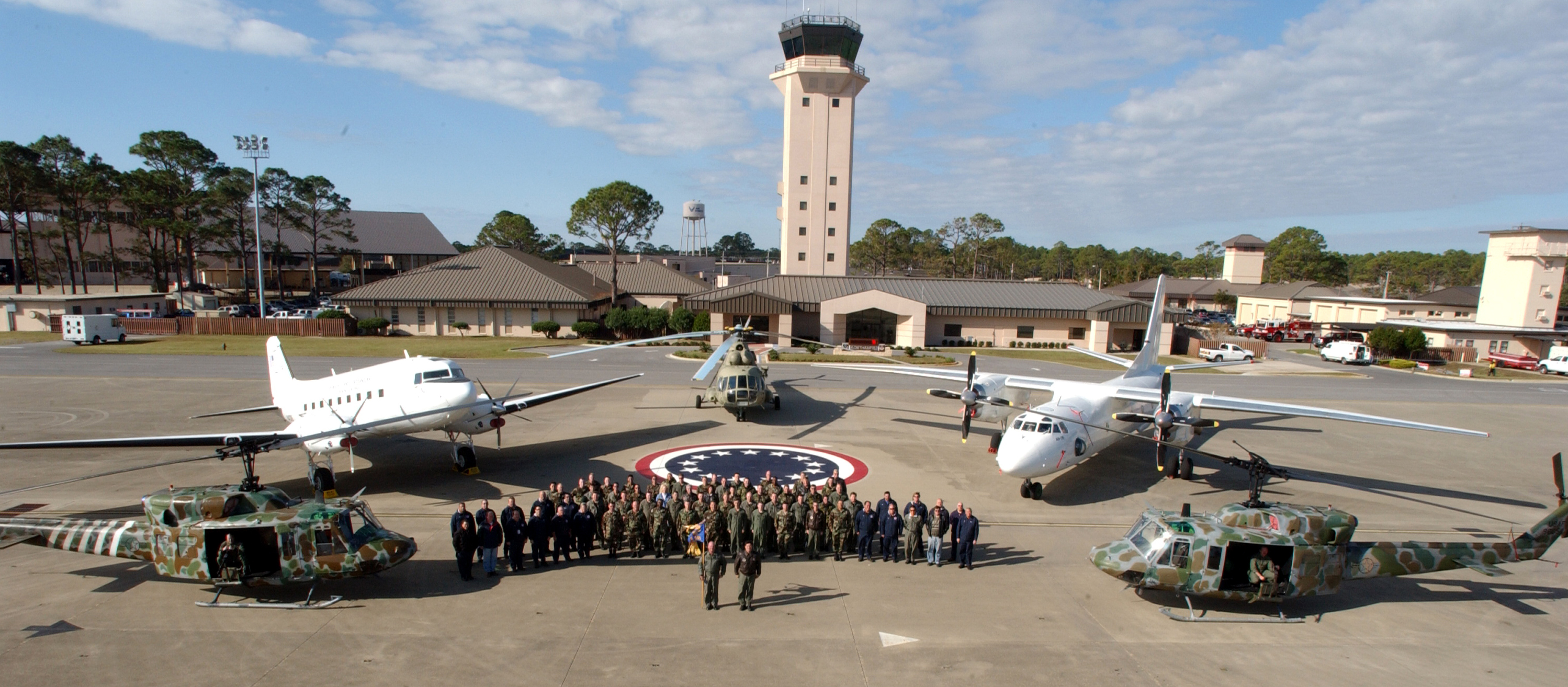
Luftflotte des 1st Special Operations Wing des 6th Special Operations Squadron

Zur Ausrüstung zählen verschiedene Luftfahrzeuge. Neben mehreren Varianten der C-130 (AC/HC/MC-130) und seit dem 29. Juli 2015 37 neue AC-130J verfügt das AFSOC unter anderem auch über kleinere Transportflugzeuge wie die C-27, 16 C-145A Skytruck (STOL-Flugzeug) sowie 20 Kurzstreckenflugzeuge des Typs Dornier D328-100 und U-28A. Außerdem kommen diverse Hubschrauber (beispielsweise UH-1, MH-53, HH-60 und V-22) zum Einsatz, allesamt mehr oder weniger stark modifiziert für den jeweiligen Zweck. Insgesamt stehen dem AFSOC rund 160 Luftfahrzeuge zur Verfügung (Stand 2015).

## Liste der Kommandierenden Generale
| Name                | Beginn der Berufung | Ende der Berufung |
| ------------------- | ------------------- | ----------------- |
| Michael E. Conley   | 2. Juli 2024        | amtierend         |
| Tony D. Bauernfeind | 9. Dezember 2022    | 2. Juli 2024      |
| James C. Slife      | 28. Juni 2019       | 9. Dezember 2022  |
| Marshall B. Webb    | 19. Juli 2016       | 28. Juni 2019     |
| Bradley Heithold    | 1. Juli 2014        | 19. Juli 2016     |
| Eric E. Fiel        | 24. Juni 2011       | 1. Juli 2014      |
| Donald C. Wurster   | 27. November 2007   | 24. Juni 2011     |
| Michael W. Wooley   | 1. Juli 2004        | 26. November 2007 |
| Paul V. Hester      | 16. Januar 2002     | 30. Juni 2004     |
| Maxwell C. Bailey   | 5. August 1999      | 15. Januar 2002   |
| Charles R. Holland  | 9. Juli 1997        | 4. August 1999    |
| James L. Hobson Jr. | 22. Juli 1994       | 8. Juli 1997      |
| Bruce L. Fister     | 21. Juni 1991       | 21. Juli 1994     |
| Thomas E. Eggers    | 22. Mai 1990        | 20. Juni 1991     |